# Twilight (Bôa)
Twilight  è la riedizione internazionale del primo album della rock band dei Bôa, Race of a Thousand Camels, pubblicato nel 2001.

## Il disco
L'album contiene tutte le tracce di Race of a Thousand Camels, sebbene l'ordine delle prime canzoni sia stato mutato grazie al successo ottenuto dal singolo Duvet (utilizzata come sigla dell'anime Serial Experiments Lain) che qui diventa la traccia di apertura.
Versione internazionale del primo lavoro della band, contiene una versione acustica di Duvet più altre due canzoni: Little Miss, traccia rock eseguita con un'aggressiva chitarra elettrica, e la ballata Drinking che chiude il disco in modo più dolce rispetto ad Anna Maria (chiusura della versione originale).

## Tracce
1. Duvet – 3:23
2. Twilight – 3:48
3. Fool – 5:06
4. Rain – 3:55
5. Elephant – 3:54
6. Scoring – 3:49
7. Deeply – 4:35
8. One Day – 2:41
9. Welcome – 5:06
10. For Jasmine – 5:18
11. Anna María – 4:03
12. Duvet (versione acustica) – 5:14
13. Little Miss – 3:53
14. Drinking – 4:12